# Lejeunea meridensis
Lejeunea meridensis là một loài Rêu trong họ Lejeuneaceae. Loài này được Ilkiu-Borges mô tả khoa học đầu tiên năm 2005.